# International Boxing Hall of Fame
La moderna International Boxing Hall of Fame (IBHOF) si trova a Canastota, New York, Stati Uniti d'America.
Attualmente l'IBHOF è l'unica Hall of Fame riconosciuta internazionalmente. La prima Boxing Hall of Fame fu sponsorizzata per decenni dalla rivista The Ring e si trova presso gli uffici del Madison Square Garden di New York.
Tuttavia, nel 1990, per iniziativa di Ed Brophy, Carmen Basilio e del nipote di quest'ultimo, Billy Backus, anch'egli campione del mondo di pugilato, fu inaugurata nella cittadina di Canastota una nuova sede per dare lustro all'avvincente storia della boxe.
Ogni anno vi si svolgono le cerimonie che onorano i nuovi "introdotti", frequentate da molti ex campioni del mondo della boxe e da celebrità di Hollywood.
I pugili professionisti devono attendere cinque anni dal ritiro per essere ammessi nella Hall of Fame.

## Membri
Questa è una lista dei pugili presenti nella Hall of Fame ordinati per cognome con, tra parentesi, l'anno di introduzione.
Sono divisi tra era moderna e vecchie glorie.

### Era moderna
- Muhammad Ali (1990)
- Sammy Angott (1998)
- Fred Apostoli (2003)
- Alexis Argüello (1992)
- Henry Armstrong (1990)
- Marco Antonio Barrera (2017)
- Carmen Basilio (1990)
- Wilfred Benítez (1994)
- Nino Benvenuti (1996)
- Jack Kid Berg (1992)
- Jimmy Bivins (1999)
- Eddie Booker (2017)
- Riddick Bowe (2015)
- Joe Brown (1996)
- Ken Buchanan (2000)
- Charley Burley (1992)
- Joe Calzaghe (2014)
- Hector Camacho (2016)
- Miguel Canto (1998)
- Orlando Canizales (2009)
- Michael Carbajal (2006)
- Jimmy Carter (2000)
- Marcel Cerdan (1991)
- Antonio Cervantes (1998)
- Bobby Chacon (2005)
- Jeff Chandler (2000)
- Ezzard Charles (1990)
- Julio César Chávez (2011)
- Curtis Cokes (2003)
- Billy Conn (1990)
- Miguel Cotto (2022)
- Pipino Cuevas (2002)
- Donald Curry (2019)
- Tony DeMarco (2019)
- Oscar De La Hoya (2014)
- Roberto Durán (2007)
- Flash Elorde (1993)
- Jeff Fenech (2002)
- George Foreman (2003)
- Bill Tunney (2003)
- Bob Foster (1990)
- Joe Frazier (1990)
- Gene Fullmer (1991)
- Khaosai Galaxy (1999)
- Víctor Galíndez (2002)
- Arturo Gatti (2013)
- Kid Gavilán (1990)
- Joey Giardello (1993)
- Wilfredo Gómez (1995)
- Humberto González (2006)
- Billy Graham (1992)
- Rocky Graziano (1991)
- Emile Griffith (1990)
- Yoko Gushiken (2015)
- Marvin Hagler (1993)
- Fighting Harada (1995)
- Thomas Hearns (2012)
- Herbert Hardwick (2012)
- Virgil Hill (2013)
- Larry Holmes (2008)
- Evander Holyfield (2017)
- Bernard Hopkins (2020)
- Beau Jack (1991)
- Julian Jackson (2019)
- Lew Jenkins (1999)
- Éder Jofre (1992)
- Roy Jones Jr. (2022)
- Ingemar Johansson (2002)
- Harold Johnson (1993)
- Mark Johnson (2012)
- Vitali Klitschko (2018)
- Wladimir Klitschko (2021)
- Ismael Laguna (2001)
- Jake LaMotta (1990)
- Sugar Ray Leonard (1997)
- Lennox Lewis (2009)
- Sonny Liston (1991)
- Nicolino Locche (2003)
- Duilio Loi (2005)
- Ricardo López (2007)
- Miguel Lora (1997)
- Joe Louis (1990)
- Ray Mancini (2015)
- Rocky Marciano (1990)
- Juan Manuel Marquez (2020)
- Joey Maxim (1994)
- Floyd Mayweather Jr. (2021)
- Mike McCallum (2003)
- Buddy McGirt (2019)
- Barry McGuigan (2005)
- Brian Mitchell (2009)
- Bob Montgomery (1995)
- Carlos Monzón (1990)
- Archie Moore (1990)
- Erik Morales (2018)
- Shane Mosley (2020)
- Matthew Saad Muhammad (1998)
- Yuh Myung-woo (2013)
- José Nápoles (1990)
- Azumah Nelson (2004)
- Terry Norris (2005)
- Ken Norton (1992)
- Masao Ohba (2015)
- Rubén Olivares (1991)
- Bobo Olson (2000)
- Carlos Ortiz (1991)
- Manuel Ortiz (1996)
- Carlos Palomino (2004)
- László Papp (2001)
- Willie Pastrano (2001)
- Floyd Patterson (1991)
- Eusebio Pedroza (1999)
- Willie Pep (1990)
- Pascual Pérez (1995)
- Eddie Perkins (2008)
- Lupe Pintor (2016)
- Aaron Pryor (1996)
- Dwight Muhammad Qawi (2004)
- Sugar Ramos (2001)
- Luis Manuel Rodríguez (1997)
- Sugar Ray Robinson (1990)
- Edwin Rosario (2006)
- Sandy Saddler (1990)
- Vicente Saldívar (1999)
- Salvador Sánchez (1991)
- Max Schmeling (1992)
- Michael Spinks (1994)
- Johnny Tapia (2017)
- Dick Tiger (1991)
- James Toney (2022)
- José Torres (1997)
- Félix Trinidad (2014)
- Randy Turpin (2001)
- Mike Tyson (2011)
- Jersey Joe Walcott (1990)
- Andre Ward (2021)
- Pernell Whitaker (2007)
- Holman Williams (2008)
- Ike Williams (1990)
- Chalky Wright (1997)
- Winky Wright (2018)
- Tony Zale (1991)
- Hilario Zapata (2016)
- Daniel Zaragoza (2004)
- Carlos Zárate (1994)
- Fritzie Zivic (1993)

### Vecchie glorie
- Lou Ambers (1992)
- Baby Arizmendi (2004)
- Abe Attell (1990)
- Max Baer (1995)
- Jimmy Barry (2000)
- Benny Bass (2002)
- Battling Battalino (2003)
- Paul Berlenbach (2001)
- James J. Braddock (2001)
- Jack Britton (1990)
- Lou Brouillard (2006)
- Newsboy Brown (2012)
- Panama Al Brown (1992)
- Tommy Burns (1996)
- Tony Canzoneri (1990)
- Georges Carpentier (1991)
- George Chaney (2014)
- Kid Chocolate (1994)
- Joe Choynski (1998)
- James J. Corbett (1990)
- Young Corbett III (2004)
- Johnny Coulon (1999)
- Eugène Criqui (2005)
- Les Darcy (1993)
- Jack Delaney (1996)
- Jack Dempsey (1990)
- Jack (Nonpareil) Dempsey (1992)
- Jim Driscoll (1990)
- Jack Dillon (1995)
- George Dixon (1990)
- Johnny Dundee (1991)
- Frank Erne (2020)
- Sixto Escobar (2002)
- Jackie Fields (2004)
- Bob Fitzsimmons (1990)
- Tiger Flowers (1993)
- Joe Gans (1990)
- Frankie Genaro (1998)
- Mike Gibbons (1992)
- Tommy Gibbons (1993)
- George Godfrey (2007)
- Harry Greb (1990)
- Young Griffo (1991)
- Harry Harris (2002)
- Len Harvey (2008)
- Leo Hauck (2012)
- Pete Herman (1997)
- Peter Jackson (1990)
- Joe Jeanette (1997)
- James J. Jeffries (1990)
- Jack Johnson (1990)
- Gorilla Jones (2009)
- Louis "Kid" Kaplan (2003)
- Stanley Ketchel (1990)
- Dixie Kid (2002)
- Johnny Kilbane (1995)
- Jake Kilrain (2012)
- Frank Klaus (2008)
- Fidel LaBarba (1996)
- Sam Langford (1990)
- George "Kid" Lavigne (1998)
- Charles Ledoux (2014)
- Benny Leonard (1990)
- Battling Levinsky (2000)
- Harry Lewis (2008)
- John Henry Lewis (1994)
- Ted "Kid" Lewis (1992)
- Tommy Loughran (1991)
- Benny Lynch (1998)
- Joe Lynch (2005)
- Sammy Mandell (1998)
- Jack McAuliffe (1995)
- Charles "Kid" McCoy (1991)
- Packey McFarland (1992)
- Terry McGovern (1990)
- Jimmy McLarnin (1991)
- Sam McVey (1999)
- Billy Miske (1997)
- Freddie Miller (2010)
- Charley Mitchell (2002)
- Davey Moore (2021)
- Tod Morgan (2022)
- Pedro Montañez (2007)
- Owen Moran (2002)
- Kid Norfolk (2007)
- Battling Nelson (1992)
- Philadelphia Jack O'Brien (1994)
- Mike O'Dowd (2014)
- Ken Overlin (2015)
- Billy Papke (2001)
- Billy Petrolle (2000)
- Wesley Ramey (2013)
- Willie Ritchie (2004)
- Maxie Rosenbloom (1993)
- Barney Ross (1990)
- Tommy Ryan (1991)
- Petey Sarron (2016)
- Jack Sharkey (1994)
- Jimmy Slattery (2006)
- Tom Sharkey (2003)
- Jeff Smith (2013)
- Mysterious Billy Smith (2009)
- Billy Soose (2009)
- Freddie Steele (1999)
- Young Stribling (1996)
- Charles "Bud" Taylor (2005)
- Lew Tendler (1999)
- Sid Terris (2018)
- Marcel Thil (2005)
- Gene Tunney (1990)
- Pancho Villa (1994)
- Barbados Joe Walcott (1991)
- Mickey Walker (1990)
- Freddie Welsh (1997)
- Jimmy Wilde (1990)
- Jess Willard (2003)
- Kid Williams (1996)
- Harry Wills (1992)
- Ad Wolgast (2000)
- Midget Wolgast (2001)
- Teddy Yarosz (2006)

### Non pugili
- Giuseppe Ballarati  (1999)[2]
- Umberto Branchini  (2004)
- Angelo Dundee  (1992)
- Lou Duva  (1998)
- Nat Fleischer (1990)
- Don King (1997)
- Rodolfo Sabbatini  (2006)
- Sylvester Stallone (per il ruolo di Rocky Balboa) (2011)[3].